# Max Otto Schröder

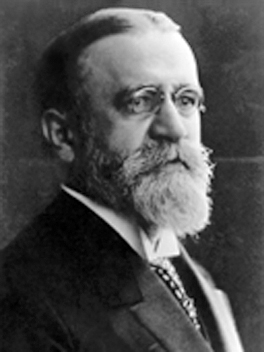
Max Otto Schröder

Max Otto Schröder, ursprünglich Schroeder, (* 4. Oktober 1858 in Roßwein; † 13. Dezember 1926 in Dresden) war ein deutscher Verwaltungsjurist und sächsischer Politiker, der als Bürgermeister und Minister Bedeutung erlangte.

## Familie
Otto Schröder entstammte der Familie Schröter/Schroeder aus Sittichenbach bei Eisleben mit dem dort 1696 erwähnten Amtsfrohn Christoph Schröter. Schröder war der Sohn des Roßweiner Kaufmanns und Bortenwirkermeisters August Eduard Schroeder (1812–1896) und dessen 1840 geheirateter Ehefrau Wilhelmine geborene Wiedner (1810–1884).
Otto Schröder heiratete am 5. Oktober 1889 Martha Baleska geborene Ehrlich (* 1866) aus Leisnig.

## Leben
Schröder studierte nach dem Besuch der Fürstenschule Sankt Afra zu Meißen, zuletzt als Primus Omnium, Rechtswissenschaften an der Universität Leipzig und an der Friedrich-Wilhelms-Universität Berlin. Im Wintersemester 1879/1880 wurde er bei der Landsmannschaft Cheruscia Leipzig aktiv (heute: Landsmannschaft Plavia-Arminia Leipzig). Nach dem zweiten juristischen Staatsexamen war Schröder ab 1888 als Rechtsanwalt in Zwickau und ab 1891 als Rechtsanwalt und Notar in Crimmitschau tätig. 1896 wurde er zum Bürgermeister der Stadt Freiberg gewählt. Dort lenkte er die Aufmerksamkeit König Alberts auf sich und wurde als erste Magistratsperson der Stadt Freiberg 1897 zum Abgeordneten der I. Kammer des Sächsischen Landtages berufen. Nach einer kurzen Amtszeit erfolgte im August 1899 seine Wahl zum Oberbürgermeister der Stadt Plauen auf Lebenszeit, die er von 1899 bis 1902 wiederum als Abgeordneter in der I. Kammer des Sächsischen Landtags vertrat.
Im Juli 1902 bekam Schröder von König Georg die Berufung zum Ministerialdirektor im Rang eines Geheimen Rates im Finanzministerium, woraufhin er nach Dresden übersiedelte. 1910 erhielt Otto Schröder als Wirklicher Geheimer Rat das Referat im Gesamtministerium und durfte den Titel Exzellenz führen. Er war außerdem stellvertretender Bevollmächtigter des Königreichs Sachsen im Bundesrat. Am 28. Oktober 1918 wurde Schröder zum Finanzminister des Königreichs Sachsen ernannt. Dieses Amt verlor er bereits am 14. November 1918 infolge der Abschaffung der Monarchie.
Danach wandte Schröder seine Haupttätigkeit der evangelischen Kirche zu. Er wurde Vorsitzender des Deutschen Evangelischen Gemeindetags, durch seine Mitarbeit konnte in der Landessynode eine neue sächsische Kirchenverfassung verabschiedet werden.

## Auszeichnungen (Auswahl)
- 1903: Komturkreuz 2. Klasse des königlich sächsischen Zivilverdienstordens
- 1906: Komturkreuz 1. Klasse des königlich sächsischen Albrechts-Ordens
- 1909: Komturkreuz 1. Klasse des königlich sächsischen Zivilverdienstordens
- 1912: Fürstlich Reußisches Ehrenkreuz 1. Klasse
- 1916: Großkreuz des königlich sächsischen Albrechts-Ordens
- 1916: Königlich sächsisches Kriegsverdienstkreuz
- 1917: Eisernes Kreuz 2. Klasse am weiß-schwarzen Bande